# Mormântul poetului George Topârceanu
Mormântul poetului George Topârceanu este un monument istoric aflat pe teritoriul municipiului Iași.